# Darleane C. Hoffman
Pour les articles homonymes, voir Hoffman.
Darleane Christian Hoffman (née le 8 novembre 1926 à Terril) est une chimiste américaine.
Spécialisée en chimie nucléaire, elle fait partie des chercheurs qui ont confirmé l'existence de seaborgium, l'élément chimique no 106.
Elle est scientifique principale à la division des sciences nucléaires du laboratoire national Lawrence-Berkeley et professeure à l'école doctorale de l'université de Californie à Berkeley.
En reconnaissance de ses nombreuses réalisations, le magazine Discover l'a reconnue en 2002 comme l'une des « 50 femmes les plus importantes en science ».